# Yukihiro Aoba
Yukihiro Aoba (japanisch 青葉 幸洋 Aoba Yukihiro; * 26. Juli 1979 in der Präfektur Saitama) ist ein ehemaliger japanischer Fußballspieler.

## Karriere
Aoba erlernte das Fußballspielen in der Schulmannschaft der Higashimatsuyama Minami High School und der Universitätsmannschaft der Juntendo-Universität. Seinen ersten Vertrag unterschrieb er 2002 bei den Ventforet Kofu. Der Verein spielte in der zweithöchsten Liga des Landes, der J2 League. Für den Verein absolvierte er 140 Ligaspiele. 2006 wechselte er zum Ligakonkurrenten Tokyo Verdy. Für den Verein absolvierte er 14 Ligaspiele. 2007 wechselte er zum Ligakonkurrenten Tokushima Vortis. Für den Verein absolvierte er 44 Ligaspiele. Ende 2007 beendete er seine Karriere als Fußballspieler.